# Vladan Čukić
Vladan Čukić (Szendrő, 1980. június 27.) szerb visszavonult labdarúgó, középpályás.Jelenleg a Ferencvárosi TC-nél dolgozik játékosmegfigyelőként.

## Pályafutása
Pályafutása elején Szerbiában, az FK Smederevóban játszott, több mint 100 élvonalbeli mérkőzésen, Magyarországon pedig megfordult a KTE és a Mezőkövesdi SE valamint a Ferencváros csapatánál. Játékstílusát erőszakosság, és nagy küzdőszellem jellemezte.
A 2008-ban Magyarországra szerződő középpályás 2010. június 11-én kétéves szerződéshosszabbítást írt alá a KTE-nél., és bár rövid ideig kölcsönben a Mezőkövesd csapatában játszott, összesen négy idényt töltött a kecskeméti klubnál, ahol kupagyőzelmet ünnepelhetett.
2012. június 20-án kétéves szerződést írt alá Aleksandar Alempijević-tyel együtt a Ferencvároshoz. 2013. március 11-én a 93. percben lőtt távoli nagy gólt a nagy rivális Újpest FC elleni rangadón 1-1-es állásnál, eldöntve ezzel a mérkőzést. Májusban egy Diósgyőri VTK elleni bajnokin eltörte Gosztonyi András lábát, és bár sokan szándékosságot véltek a durva szerelési kísérletben, Csukics elutasította a vádakat és személyesen kért bocsánatot a miskolci játékostársától. 2014-2015-ös szezon után lejárt a szerződése, amelyet két évvel hosszabbított meg a zöld-fehér klubbal. A szezon végén ezüstérmet szerzett a Ferencváros, és ekkor úgy nézett ki, hogy Csukics távozik a csapattól. 2015. augusztus 9-én bejelentették, hogy a szerb középpályás végül nem vonul vissza, hanem továbbra is játékosként segíti csapatát. Thomas Doll kiegészítő emberként számított rá, Csukics azonban így is részese lehetett az az évi duplázásnak, miután a Ferencváros a bajnoki címet, és a kupát is elhódította. Az idény befejezése után bejelentette visszavonulását, majd június 30-án újabb egy évvel meghosszabbította a szerződését. Utolsó szezonjának végén kupagyőzelmet ünnepelhetett, a Vasas SC elleni döntőben ő értékesítette a mindent eldöntő tizenegyest, majd csapatkapitányként ő vehette át a trófeát.
Ezt követően immár véglegesen is felhagyott az aktív játékkal és a Ferencváros játékosmegfigyelőjeként dolgozott tovább. Vladan Csukics az FTC színeiben 183 tétmérkőzésen 12 gólt szerzett.

## Sikerei, díjai
Kecskemét
- Magyar kupa
  - győztes (1): 2011
- Magyar szuperkupa
  - döntős (1): 2011

 Ferencváros
- Magyar bajnokság
  - bajnok (1): 2016
  - ezüstérmes (1): 2015
  - bronzérmes (1): 2014
- Magyar kupa:
  - győztes (3): : 2015, 2016, 2017
- Magyar ligakupa
  - győztes (2): 2013, 2015
- Magyar szuperkupa
  - győztes (1): 2016